# إدموند نيلسون
إدموند نيلسون (بالإنجليزية: Edmund Nelson)‏ هو لاعب كرة قدم أمريكية أمريكي، ولد في 30 أبريل 1960 في لايف أوك في الولايات المتحدة.